# PIUS

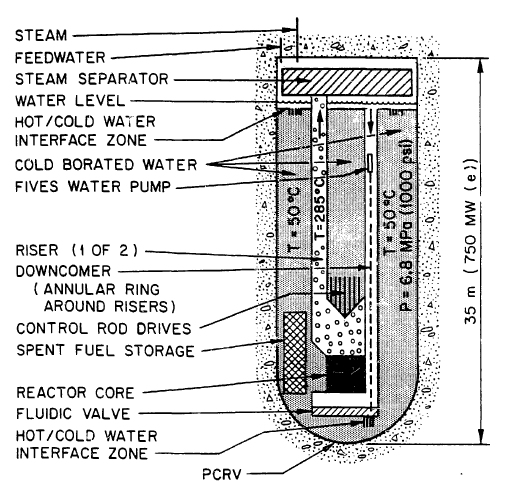
Schemat reaktora BWR w technologii PIUS

PIUS (ang. Process inherent ultimate safety) − koncepcja budowy reaktorów lekkowodnych (ciśnieniowych lub wrzących) z lat 70. XX wieku, wewnętrznie odporny na uszkodzenia rdzenia. Nigdy nie zbudowany. Zaproponowana przez szwedzką firmę ABB Atom.
Cechą szczególną reaktora typu PIUS miało być nie posiadanie aktywnych systemów zabezpieczeń i opieranie się tylko na systemach biernych (pasywnych), uzyskane dzięki zawarciu rdzenia reaktora, układu awaryjnego chłodzenia reaktora, osłony biologicznej, magazynu zużytego paliwa jądrowego, generatorów Diesla, i innych podukładów, w specjalnym zbiorniku reaktora ze wstępnie sprężonego betonu (prestressed concrete reactor vessel, PCRV), zamiast stosowanego obecnie ciśnieniowego zbiornika reaktora ze stali.
PCRV miało dzielić się na dwa obszary: reaktorową, z rdzeniem, separatorem pary, kanałem wznoszącym wody i kanałem opadającym wody; "zimną", z chłodną wodą zawierającą bor (pochłaniacz neutronów). Strefy te dzieliłaby izolacja, a między nimi nie miałoby być różnicy ciśnień. Strefy miałyby być połączone zaworem zwrotnym. Brak wody w części reaktorowej (stan awaryjny) spowodowałby przelanie się wody z borem do rdzenia reaktora, wyłączenie go, i odbiór ciepła powyłączeniowego.